# Rabo-branco-do-rupunúni
O rabo-branco-do-rupunúni, conhecido também por rabo-branco-do-rio-rupunúni (nome científico: Phaethornis rupurumii), é uma espécie de ave apodiforme pertencente à família dos troquilídeos, que inclui os beija-flores. É um dos mais de vinte representantes do gênero Phaethornis, conhecido popularmente como rabos-brancos, que pertence à subfamília dos fetornitíneos. Pode ser encontrado endemicamente ao norte do território sul-americano, desde a Guiana ocidental, seguindo constantemente ao centro-sul venezuelano e, mais ao oeste, ao sul da Colômbia e, pelo leste, no bioma amazônico ao norte brasileiro, principalmente na região que lhe oferece seu nome, onde flui o rio homônimo, entre o nível do mar e 500 metros acima do solo.

## Etimologia
O nome do gênero deriva de uma amálgama de dois termos do idioma grego antigo φᾰέθων, phaéthōn, que significa literalmente "radiante, brilhante", derivado de um outro termo do mesmo idioma, se tratando de um adjetivamento do verbo φᾰέθω, phaéthō, que significa "eu brilho, eu radio"; adicionado do sufixo -ornis, derivado do grego antigo ὄρνις, órnis, significando literalmente algo como "ave, pássaro". Esta primeira parte do nome também denomina um gênero de aves conhecidas como rabos-de-palha, que, assim como os beija-flores, também pertencem a uma família própria. Seu sufixo também pode ser muitas vezes encontrado na ornitologia, ou, embora menos comumente, mastozoologia, denominando qualquer tipo de pássaro com alguma característica marcante, como nos beija-flores Lampornis, os psittaciformes Agapornis ou na infraordem de fósseis Ornithopoda. Seu descritor específico, por sua vez, rupurumii, se trata, caracteristicamente, de uma latinização ou romanização da denominação pelo qual a região onde a espécie principal e suas subespécies estão distribuídas, que se tornou conhecida pelo nome de Rupununi por influência dos indígenas macuxi, que habitam a região. O nome também denomina um grande curso d'água que banha o território, por onde pode ser encontrado uma espécie de anatídeo abundante, conhecida como marreca-cabocla, que ofereceu nome à região, ao rio e, indiretamente, ao rabo-branco-do-rio-rupunúni. Sua única subespécie, que seria denominada de Phaethornis rupurumii amazonicus, apresenta um nome derivado do latim científico, significando literalmente "amazônico, aquele ou aquilo que vem da amazônia".
Seu nome na língua portuguesa varia de acordo com a região e dialeto predominante da localidade em que se encontra. No português brasileiro, onde se distribui mais ao sul e sudeste do país, este denomina-se como rabo-branco-do-rupunúni, na maioria das localidades, com sua variante rabo-branco-do-rio-rupunúni sendo menos difundida e recebendo menor reconhecimento. Ambas as denominações comuns se iniciam pelo termo "rabo-branco", um nome genérico para qualquer uma das mais de vinte espécies reconhecidas, que se caracterizam pela plumagem mais clara que se encontra no uropígio e nas coberteiras infracaudais e superiores; com isso, um outro termo presente no nome vernáculo se trata de um adjetivo que descreve seu comprimento diminuto, sendo uma das menores espécies. Por sua vez, o nome na variante europeia da língua portuguesa, difere notavelmente das duas anteriores, eremita-do-rupunúni, onde a primeira palavra constituinte do termo se trata de um termo genérico para a subfamília dos fetornitíneos, que são conhecidos popularmente como "beija-flores eremitas"; adicionado do termo "rupununi" se referindo, assim como seus relativos brasileiros, à região amazônica habitada pelos indígenas macuxi e banhada pelo rio onde se encontra a marreca-cabocla. Ainda, são comuns variantes sem o acento agudo.
O nome rabo-branco-do-rupununi foi selecionado como nome vernáculo técnico para a pelo Comitê Brasileiro de Registros Ornitológicos (CBRO) em 2021.

## Descrição
Geralmente, os rabos-brancos-do-rupununi possuem uma média de tamanho que inicia aos 10 até os 12,1 centímetros de comprimento, com a massa corporal variando entre 2.5 aos 3 gramas de peso. A espécie se trata de um beija-flor de tamanho mediano, ainda, são extremamente ao serem comparados com outra espécie anteriormente considerada coespecífica, os rabos-brancos-pequenos. Apresenta uma plumagem geralmente amarronzada, esverdeada principalmente nas escápulas, além de partes inferiores castanhas-acinzentadas. Possui alta quantidade de melanina na face, aparentando usar uma máscara, além de uma listra supraciliar e outra no osso zigomático, que são brancos. Possui, ainda, uma garganta bem escura, de padrões listrados. Ambos os sexos são semelhantes, o que evidencia um baixo dimorfismo sexual.

## Distribuição e habitat
Uma subespeciação, nominal, de rabo-branco-do-rio-rupunúni pode ser encontrada desde o extremo leste no departamento de Vichada, que se localiza ao leste da Colômbia, seguindo até a região central e leste da Venezuela e oeste da Guiana e, depois, até o norte do estado brasileiro de Roraima. Por sua vez, outra raça, P. r. amazonicus, se distribui desde o centro-norte do Brasil, ao longo do rio Amazonas e rio Negro oriental. Esta espécie habita sub-bosques pelas bordas das florestas tropicais e no interior da floresta de várzea. Também habitando paisagens mais secas e abertas, como florestas semidecíduas e de galeria, cerrados, ilhas fluviais e florestas secundárias. É, geralmente, uma espécie de baixa altitude, porém, pode atingir os 500 metros acima do nível do mar, na Venezuela e na Guiana.

## Sistemática e taxonomia
O rabo-branco-pequeno (Phaethornis squalidus) era, por vezes, incluído dentro desta espécie, atualmente conhecida como rabo-branco-do-rupunúni, porém, devido à algumas diferenças na distribuição geográfica e padrões morfológicos, esta espécie, nos dias atuais, é classificada como espécie separada. Possui duas subespécies reconhecidas, onde, por se distribuírem separadamente, esta última pode ser reconhecida como espécie distinta.
- Phaethornis rupurumii rupurumii (Boucard, 1892) — subespécie nominal; pode ser encontrado desde o extremo leste colombiano e venezuelano, seguindo ao oeste da Guiana e, depois, no Brasil adjacente
- Phaethornis rupurumii amazonicus (Hellmayr, 1906) — pode ser encontrado desde o vale amazônico inferior no centro-norte brasileiro

## Comportamento

### Movimentação
Presumivelmente, os rabos-brancos-pequenos se tratam de uma espécie sedentária, não realizando nenhum tipo de migração.

### Alimentação
Os rabos-brancos-pequenos se alimentam do néctar adquirido através das flores e, menos frequentemente, de pequenos insetos e outros artrópodes. Não existem detalhes publicados de sua dieta e técnicas de forrageamento.

### Reprodução
Sua fenologia reprodutiva não foi documentada, não se conhecendo sobre seus hábitos de reprodução ou nidificação.

### Vocalização
As vocalizações do rabo-branco-do-rupunúni são "um incessante 'tsi tsi jéb dé tsi tsi jéb dé' ou um 'eesee-eesee-eesee, eesee-eesee-eesee-swur'", normalmente vocalizando de um poleiro próximo ao solo.

## Estado de conservação
A União Internacional para a Conservação da Natureza avalia rabo-branco-do-rupunúni como espécie "pouco preocupante", embora o tamanho e a tendência de sua populações sejam desconhecidos. Nenhuma ameaça imediata ao seu habitat foi identificada. É considerado incomum a bastante comum e é encontrado em um número significativo de áreas protegidas, incluindo o Parque Nacional de Anavilhanas, especificamente em Novo Airão, no estado do Amazonas.